# Josef Zaricki

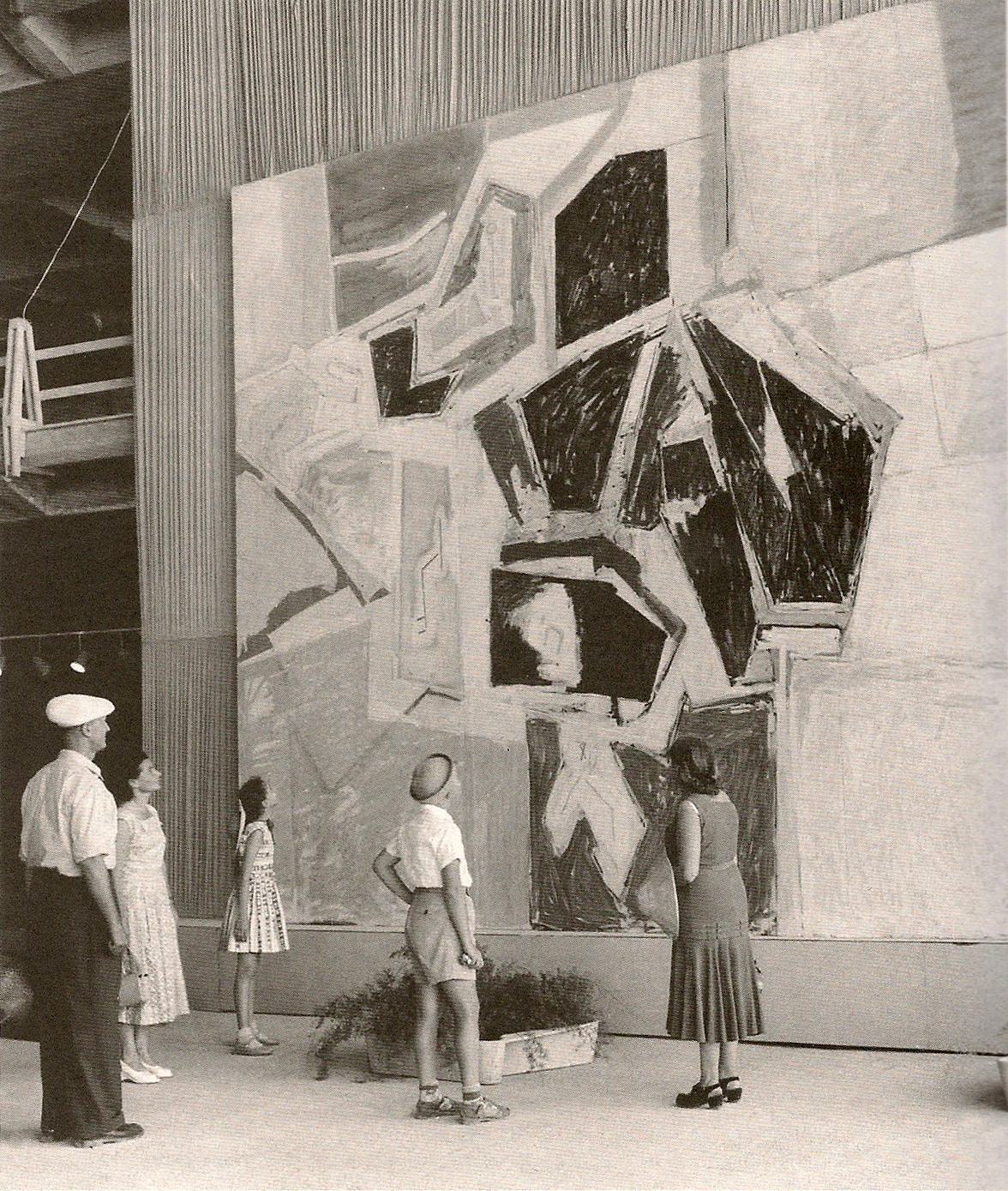
Obraz Might od Josefa Zarickiho na výstavě v Jeruzalémě, 1958, foto: Werner Braun

Josef Zaricki (hebrejsky: יוסף זריצקי, 1. září 1899 – 30. listopadu 1987) byl izraelský malíř.

## Biografie
Narodil se na Ukrajině v tehdejším Ruském impériu a před emigrací do britské mandátní Palestiny v roce 1923 studoval na umělecké akademii v Kyjevě. V roce 1929 se přestěhoval z Jeruzaléma do Tel Avivu, kde se angažoval v městském kulturním životě a zachycoval jeho podoby ve svých obrazech.
Více než dvacet let pracoval s technikou akvarelů a jeho první výstava obrazů pořízených touto technikou se konala roku 1923 v Davidově věži v Jeruzalémě. Tato společná výstava se sochařem Avrahamem Milkovem vzbudila velký zájem veřejnosti.
Od roku 1970 až do své smrti v roce 1985 žil v kibucu Cova na předměstí Jeruzaléma.

## Ocenění
- 1942: Dizengoffova cena za malířství[2]
- 1959: Izraelská cena za malířství[3]